# Преспа (хижа)
Преспа е хижа в Родопите, в близост до село Манастир. Хижата е с капацитет 52 места и притежава етажни санитарни възли и бани, отопление с печки на твърдо гориво, туристическа столова с камина и кухня. Намира се в местността Горелата хвойна, Преспански дял на Западните Родопи.
Хижата е пункт от туристически маршрут Е-8.

## Съседни обекти
- хижа Момчил юнак – 2 часа
- хижа Студенец – 7 часа
- връх Преспа – 1 час
- хижа Свобода – 2 часа
- връх Свобода – 2.20 часа

## Изходни точки
- село Манастир – 2 часа
- село Славейно – 3 часа
- местност Хайдушки поляни – 1.15 часа